# 7 minuti
7 minuti è un film del 2016 diretto da Michele Placido.

## Trama
Un’azienda tessile viene acquisita da una multinazionale estera. La nuova proprietà sembra intenzionata a non effettuare licenziamenti ma chiede alle operaie di firmare una particolare clausola che prevede la riduzione di 7 minuti dell'orario di cambio del turno da ridursi dai 15 minuti normalmente assegnati. Lo sviluppo del dibattito fra le operaie porterà ognuna di loro a un periodo di profonda riflessione, arrivando fino a mettere l’una contro l’altra durante la fase di approvazione della nuova clausola del contratto di lavoro.
Le vite delle protagoniste, con le proprie travagliate vicende personali, simboleggiano le difficoltà verosimili e riscontrabili nell’ambiente lavorativo contemporaneo, quali la mancata denuncia di molestie sessuali sul posto di lavoro (ad opera del datore), la disabilità, la maternità, il mantenimento della famiglia con uno stipendio da operaio e la difficoltà di rifiutare restrizioni a quelle libertà che spettano di diritto sul posto di lavoro a causa della paura del licenziamento.
Il film si svolge nell’arco di un’intera giornata, partendo dalla routine mattutina delle protagoniste e arrivando alla sera, quando finalmente le operaie arrivano ad una decisione non senza difficoltà.

## Produzione
Il soggetto è ispirato a una storia realmente accaduta in Francia a Yssingeaux ed è tratto dall'omonimo testo teatrale di Stefano Massini, a sua volta dichiaratamente influenzato dal dramma La parola ai giurati di Reginald Rose.

## Distribuzione
Il film è uscito il 3 novembre 2016 con distribuzione Koch Media.

## Accoglienza

### Incassi
In Italia al botteghino la pellicola ha incassato 721000 €.

## Riconoscimenti
- 2017 - David di Donatello
  - Candidatura per il miglior montatore a Consuelo Catucci
  - Candidatura per il David giovani a Michele Placido
- 2017 - Nastro d'argento
  - Premio speciale per l'attenzione al cinema civile in particolare sul tema del lavoro